# 共和国評議会
共和国評議会（きょうわこくひょうぎかい、フランス語: Conseil de la République）は、フランス第四共和政期（1946年–1958年）の議会上院である。フランス第五共和政憲法が施行されると、元老院に取って代わられた。

## 歴史
1946年に施行された第四共和政憲法は、二院制議会を規定し、上院は（第三共和政期の元老院とは対照的に）「共和国評議会」と名付けられ、大幅に縮小された権限しか与えられなかった。

## 権能
法律の制定は国民議会の任務とされ、共和国評議会は立法権を有しなかった。共和国評議会は主に諮問機関として機能し、成立前の法案は共和国評議会内では一度だけ読会に付されるのみであった。
もっとも、共和国評議会は憲法改正や共和国大統領選挙に参画する権限を有した。また、宣戦を布告するためには、共和国評議会に対して正式な予告をしなければならなかった。

## 構成
共和国評議会議員は、1946年から1948年までは評議員（conseillers）、1948年以降は上院議員（sénateurs）と呼ばれた。議員の数は250人ないし320人とされた。議員の選挙方法は間接普通選挙で、6分の5はコミューンおよび県が選出し、残りの6分の1は下院である国民議会が選出した。議員の任期は6年であった。

### 議長
共和国評議会議長は次の2人。
- 1946年 - 1947年：オーギュスト・シャンプティエ・ド・リブ（英語版）（人民共和派（英語版））
- 1947年 - 1958年：ガストン・モネルヴィル（英語版）（急進社会党）